# Recueil des historiens des croisades
Der Recueil des historiens des croisades (RHC) ist eine Sammlung aus Primärquellen der Kreuzzüge, die zwischen 1841 und 1906 entstand und durch die Académie des Inscriptions et Belles-Lettres publiziert wurde.

## Geschichte
Im 18. Jahrhundert hatten die Benediktiner eine Sammlung von Kreuzzugstexten in 31 Bänden veröffentlicht (Ausgabe durch George François Berthereau). Im ersten Viertel des 19. Jahrhunderts war das Justizministerium Frankreichs daran interessiert, die Assisen von Jerusalem (juristische Texte des Königreichs Jerusalem) herauszubringen. Die Veröffentlichung wurde Benjamin Guérard anvertraut. Diese Aufgabe war aber zu umfassend, sodass sich 1833 die Académie des Inscriptions et Belles-Lettres in Paris entschied, eine neue Sammlung der Primärquellen zu den Kreuzzügen herauszugeben. Die Académie beschloss 1834 auch die juristischen Texte in die Sammlung aufzunehmen. 1841 und 1843 stellte der Comte Arthur Beugnot (in Zusammenarbeit mit den Archivaren Dessales, Duclos und Donet D’Arc) die Assisen von Jerusalem zusammen und publizierte sie in der Sammlung mit dem Titel Assises de Jérusalem ou recueil des ouvrages de jurisprudence composés pendant le XIIIe siècle dans les royaumes de Jérusalem et de Chypre.
Zwischen 1844 und 1895 entstanden die sechs Bände Historiens Occidentaux und zwischen 1872 und 1906 die fünf Bände der Historiens orientaux mit den französischen Übersetzungen arabischer Texte. 1875 und 1881 wurden in zwei Bänden die Historiens grecs herausgegeben. Die Documents arméniens, die eine französische Übersetzung der armenischen Texte beinhalten, wurden 1869 und 1906 in zwei Bänden publiziert.
1967 veröffentlichte die Gregg Press einen Nachdruck der Recueil des historiens des croisades, der heute in den meisten Bibliotheken verfügbar ist. Mittlerweile sind alle Texte für die Öffentlichkeit via Internet frei zugänglich.

## Inhaltsverzeichnis desRecueil des historiens des croisades
| Lois (Abk. RHC Lois, oder Beugnot Lois I oder II)   |
| Historiens Occidentaux (Abk. RHC Oc. oder RHC Occ.) |
| Historiens Orientaux (Abk. RHC Or)                  |
| Historiens Grecs                                    |
| Documents arméniens (Abk. RHC Doc. Arm.)            |

## Bandübersicht

### Lois (1841–1843)
Ganzer Titel des Werkes: Assises de Jérusalem ou recueil des ouvrages de jurisprudence composés pendant le XIIIe siècle dans les royaumes de Jérusalem et de Chypr par M. Le Comte Beugnot

#### Band 1
Introduction aux Assises de la Haute Cour (von Beugnot verfasst)
- I.	Livre de Jean d’Ibelin (Jean d’Ibelin)
- II.	Livre de Geoffroy le Tort (Geoffroy le Tort)
- III.	Livre de Jacques d’Ibelin (Jacques d’Ibelin)
- IV.	Livre de Philippe de Navarre (Philippe de Navarre)
- V.	La Clef des Assises de la Haute Cour du royaume de Jérusalem et de Chypre
- VI.	Le Livre au Roi

Table des matières

#### Band 2
Introduction aux Assises de la Cour des Bourgeois (von Beugnot verfasst)
- I.	Livre des Assises de la Cour des Bourgeois
- II.	Abrégé du Livre des Assises de la Cour des Bourgeois
- III.	Bans et Ordonnances des rois de Chypre
- IV.	Formules

Appendice
- I.	Documents relatifs à la successibilité au trône et à la régence
- II.	Document relatif au service militaire
- III.	Les Lignages d’Outremer
- IV.	Chartes

Glossaire
Table des matières.

### Historiens Occidentaux (1844–1895)

#### Band 1 (1844)
Rapport sur la publication du recueil des historiens des croisades
- Praefatio
- Notice sur la carte générale du théatre des croisades
- Historia rerum in partibus transmarinis gestarum (in Latein) / L’estoire de eracles émpereur (in Altfranzösisch) bis zum Buch 23 (von Wilhelm von Tyrus)
- Variantes Lectiones
- Index Generalis

#### Band 2 (1859)
- Préface
- Description des manuscrits
- Table des matières du tome deuxième
- Corrections et additions
- L’estoire de eracles émpereur (fortsetzung; in Altfranzösisch) Buch 23 bis 34
- Continuation de Guillaume de Tyr dite du manuscrit de Rothelin
- Analyse chronologique de Guillaume de Tyr et de ses continuateurs
- Glossaire
- Table

#### Band 3 (1866)
Préface
- I.	Petri Tudebodi seu Tudebovis, sacerdotis Sivracensis, historia de Hierosolymitano itinere
- II.	Gesta Francorum et aliorum Hierosolymitanorum, seu Tudebodus abbreviatus
- III.	Tudebodus imitatus et continuatus, ex codice bibliothecae casinensis qui inscribitur, Historia peregrinorum euntium Jerusolymam ad liberandum Sanctum Sepulcrum de potestate ethnicorum, et a cl. Viro Mabillone editus est in Musaeo italico
- IV.	Raimundi de Aguilers, canonici Podiensis, historia Francorum qui ceperunt Iherusalem
- V.	Historia Iherosolymitana. Gesta Francorum Iherusalem peregrinantium, ab anno Domini MXCV usque ad annum MCXXVII, anctore domno Fulcherio Carnotensi
- VI.	Gesta Francorum expugnantium Iherusalem
- VII.	Secunda pars historiae Iherosolimitanae
- VIII.	Gesta Tancredi in expeditione Hierosolymitana, auctore Rudolfo Cadomensi, ejus familiari
- IX.	Roberti Monachi historia Iherosolimitana
- X.	Stephani, comitis Carnotensis, atque Anselmi de Ribodi Monte epistolae

- Index generalis quo nomina quae ad res, locos et homines pertinent, comprehenduntur

#### Band 4 (1879)
Préface
- I.	Baldrici, episcopi Dolensis, Historia Jerosolimitana
- II.	Historia quae dicitur Gesta Dei per Francos, edita a venerabili Domno Guiberto, abbate monasterii Sanctae Mariae Novigenti
- III.	Alberti Aquensis Historia Hierosolymitana
- Index generalis quo nomina quae ad res locos, homines, pertinent, comprehenduntur

#### Band 5 (1895)
Préface
- I. Ekkehardi abbatis Uraugiensis Hierosolymita
- II. Cafari de Caschifelone, Genuensis, De libertatione civitatum Orientis
- III. Galterii, cancellarii Antiocheni, Bella Antiochena, 1114–1119
- IV. Balduini III Historia Nicaena vel Antiochena
- V. Theodori Palidensis Narratio profectionis Godefridi ducis ad Jerusalem
- VI. Passiones beati Thiemonis
- VII. Documenta Lipsanographica ad I. bellum sacrum spectantia
- VIII. Primi belli sacri Narrationes minores
- IX. Exordium Hospitalariorum
- X. Historia Gotfridi
- XI. Benedicti de Accoltis, Aretini, Historia Gotefridi
- XII. Li Estoire de Jerusalem et d’Antioche
- XIII.	Itinerario di la gran militia, a la pavese
- XIV. Fulco. Gilo

- Index generalis

### Historiens Orientaux (1872–1906)

#### Band 1 (1872)
- Introduction
- Résumé de l’histoire des croisades tiré des annales d’abou ‘L-Feda (arabisch/französisch)
- Autobiographie d’Abou ‘L-Feda, Extraite de sa chronique
- Extrait de la chronique intitulée Kamel-Altevarykh par Ibn-Alatyr (arabisch/französisch)
- Appendice
- Notes et corrections
- Index

#### Band 2, Teil 1 (1887)
Avertissement
- Extrait de la chronique intitulée Kamel-Altevarykh par Ibn-Alatyr [fortsetzung] (arabisch/französisch)
- Extraits du Livre intitulé Le Collier de perles par Bedr-Eddyn Alainy (arabisch/französisch)
- Liste des chapitres von Extrait de la chronique intitulée Kamel-Altevarykh par Ibn-Alatyr
- Index

#### Band 2, Teil 2 (1876)
- Histoire des Atabecs de Mosul par Ibn El-Athir (arabisch/französisch)
- Liste des chapitres
- Index

#### Band 3 (1884)
- Avertissement
- Anecdotes et beaux traits de la vie du Sultan Youssof (Salah Ed-Din) (arabisch/französisch)
- Liste des chapitres
- Notice sur Beha Ed-Din Abou’L-Mehacen Ibn Cheddad, Extraite du Dictionnaire d’Ibn Khallican (arabisch/französisch)
- Extraits du Nodjoum Ez-Zahireh (arabisch/französisch)
- Extraits du Mirat Ez-Zeman (arabisch/französisch)
- Extraits de la Chronique d‘Alep par Kemal Ed-Din (arabisch/französisch)
- Extraits du Dictionnaire Biographique de Kemal Ed-Din (arabisch/französisch)
- Index

#### Band 4 (1898)
Le Livre des deux Jardins. Histoire des deux règnes. Celui de Nour Ed-Din et celui de Salah Ed-Din. [13. Juni 1146 – 29. Januar 1191] (arabisch/französisch)
- Tables des Matières
- Publications

#### Band 5 (1906)
- Le Livre des deux Jardins. Histoire des deux règnes. Celui de Nour Ed-Din et celui de Salah Ed-Din. [fortsetzung]
- Index

### Historiens Grecs (1875–1881)

#### Band 1 (1875)
- Préface

- Variantes lectiones e codice Florentino
- I. Scriptores Graeci Bellorum a Francis dei signa sequentibus in Syria susceptorum (Michael Attaliata, Psellus), Annotationes Historiae et philologicae ad partem primam

- I. Scriptores Graeci Bellorum a Francis dei signa sequentibus in Syria Susceptorum. Pars secunda (Anna Comnena)
- III. Scriptores Graeci Bellorum a Francis dei signa sequentibus in Syria Susceptorum. Pars tertia. Transitio. (Cinnamus, Nicetas)
- IV. Scriptores Graeci Bellorum a Francis dei signa sequentibus in Syria Susceptorum. Pars quarta (Nicetas)
- V. Scriptores Graeci Bellorum a Francis dei signa sequentibus in Syria Susceptorum. Pars quinta. (Nicephorus Gregoras, Ioannes Phocas, Neophytus, Georgius Agropolita De Syria Expugnata, Ephraemius)

- Addenda et corrigenda

#### Band 2 (1881)
- Préface

- Scriptores Graeci Bellorum a Francis dei signa sequentibus in Syria Susceptorum. Adnotationes Historicae et philologicae ad partem secundum.
- Scriptores Graeci Bellorum a Francis dei signa sequentibus in Syria Susceptorum. Adnotationes Historicae et philologicae ad partem tertiam.
- Scriptores Graeci Bellorum a Francis dei signa sequentibus in Syria Susceptorum. Adnotationes Historicae et philologicae ad partem
- Scriptores Graeci Bellorum a Francis dei signa sequentibus in Syria Susceptorum. Adnotationes Historicae et philologicae ad partem quintam.
- Scriptores Graeci Bellorum a Francis dei signa sequentibus in Syria Susceptorum. Appendix (Theodorus Prodromius)
- Index Graecitatis
- Addenda et corrigenda

### Documents arméniens (1869–1906)

#### Band 1 (1869)
- Préface

- Introduction
- Chap. I.	Géographie physique, considérée dans ses rapports avec la géographie Politique
- Chap. II.	Le royaume de la Petite Arménie au point de vue historique
- Chap. III. Commerce, tarifs des douanes et condition civile des étrangers dans la Petite Arménie

- Tableaux Généalogiques et Dynastiques
- Matthieu d’Édesse
- Grégoire le Prètre

- Le docteur Basile
- Le Patriarche Saint Nersès Schnorhali (Le Gracieux)
- Le Patriarche Grégoire Dgha
- Michel le Syrien
- Guiragos de Kantzag
- Vartan le Grand
- Samuel d’Ani

- Héthoum l’historien. Comte de Gorigos
- Vahram d’Édesse

- Chant populaire sur la captivité de Léon

- Le Roi Héthoum II.
- Saint Nersès de Lampron
- Le connétable Sempad
- Mardiros (Martyr) de crimée
- Le docteur Mekhithar de Daschir
- Appendice
- Chartes Arméniennes
- Index

#### Band 2 (1906)
Préface
- I. Chronique d’Arménie (Jean Dardel)
- II. La Flor des Estoires des parties d’Orient. Livre I–IV (Hayton)

Flos historiarum terre Orientis. Liber I–IV (Haytonus)
- III. Directorium ad passagium faciendum. (Brocardus)
- IV. De modo saracenos extirpandi (Guillelmus Adae)
- V. Responsio ad errores impositos Hermenis (Daniel de Thaurisio)
- VI. Les gestes des Chiprois. Livre I–III

- Index
- Additions et corrections